# High and Mighty Color
Gli HIGH and MIGHTY COLOR (ハイ・アンド・マイティ・カラー?, Hai Ando Maiti Karā, chiamati anche HaMC o Hikara), all'inizio chiamati ANTI-NOBUNAGA, sono stati un gruppo j-rock giapponese attivo negli anni duemila.

## Storia

### Nascita e inizi (2001-2004)
Gli ANTI-NOBUNAGA vennero fondati nel 2001 dal batterista SASSY e dal chitarrista MEG. Il duo iniziò come cover band dei Metallica nella loro città, Okinawa. I due suonarono per due anni, prima di decidere di andare con il loro talento oltre delle semplici cover. Agli inizi del 2003 SASSY connobbe il bassista mACKAz e gli offrì l'opportunità di partecipare; questi accettò, invitando anche il chitarrista Kazuto, suo amico di vecchia data. Curiosamente, il cantante è stato l'ultimo membro ad unirsi alla band originale. Un giorno MEG stava seguendo in una scuola le performance di diverse band, e una voce si distinse. MEG offrì quindi a Yūsuke (all'epoca appena diciottenne) la possibilità di entrare nella band, che egli inizialmente rifiutò perché desiderava intraprendere una carriera solista, ma si ricredette presto e accettò la proposta. Il gruppo suonò in piccoli negozi di caffè e teatri d'arte per circa un anno, durante il quale registrò il demo Decide; SASSY, il leader della band, lo inviava costantemente ad ogni major giapponese, ma tutte si rifiutavano di scritturare la band. Fu solo una piccola etichetta locale che accettò di scritturarli; finalmente sostenuti da un'etichetta, nell'estate 2003 ebbero la loro prima grande opportunità di farsi conoscere nell'ambiente: l'annuale Festival musicale di Okinawa.
La loro etichetta riuscì a far avere loro il primo posto nell'elenco dei gruppi che si sarebbero esibiti, finendo con un "tutto esaurito". A causa di ciò, il festival si ridusse ad un concerto dei soli Anti-Nobunaga. Un talent scout per una filiale della Sony Music Entertainment era tra la folla, e offrì alla band la possibilità di produrre la loro musica per un album di vari artisti dal titolo Okinawa 2003; il gruppo accettò, registrando e componendo i brani Meaning e Hate you!.
Agli inizi del 2004, durante il Music Picnic Festival, la cantante Mākii attirò l'attenzione dello stesso talent scout che poco tempo prima aveva scoperto gli Anti-Nobunaga. Egli ritenne che entrambi i progetti per conto proprio non sarebbero stati notevoli, ma che combinati avrebbero potuto essere qualcosa di mai visto prima sulla scena musicale giapponese. Mākii inizialmente respinse l'offerta, spinta dal desiderio di studiare l'inglese all'estero, ma poi fu convinta dai suoi futuri compagni di band.
Con l'ingresso di Mākii, la band cambiò nome in HIGH and MIGHTY COLOR.
La SME affiancò loro Mai Hoshimura, ottima tastierista e arrangiatrice. Gran parte del 2004 venne dedicato alla scrittura e registrazione di nuovi brani. Il 24 novembre venne pubblicato il loro primo singolo, OVER.

### 2005
Il 26 gennaio 2005 venne pubblicato il secondo singolo, PRIDE, che venne scelto come seconda opening per l'anime Mobile Suit Gundam SEED Destiny; con oltre 220 000 copie vendute, rimane il loro singolo più venduto.. Il singolo venne stampato in una nuova versione dal titolo Pride Remix, contenente diverse versioni del brano. Il 20 aprile 2005 venne ripubblicato il singolo OVER in una versione del tutto differente e venduto solo attraverso i negozi Tower Records, venendo esaurito nel giro di un mese. Nel mese di giugno venne pubblicato il singolo RUN☆RUN☆RUN, che precedette di tre mesi l'uscita dell'album di debutto, G∞VER, che sedette al 1º posto nella classifica indie Oricon per un intero mese.
Nel corso dell'anno successivo, la band si esibì in numerosi programmi televisivi come Fighter Music, Music Station e Hey! Hey! Hey!. Nel mese di agosto la band pubblicò Days; il nuovo singolo, vendendo circa 7 600 copie, non raggiunse la top 20 della classifica Oricon; ciononostante, la band ricevette il premio Japanese Record Grand Prix's Rookie of the Year.
Nel novembre 2005 venne pubblicato il singolo STYLE 〜get glory in this hand〜, il primo ad anticipare il secondo full-length, Gō on Progressive.

### 2006
Il 22 febbraio 2006 venne pubblicato VIDEO G∞VER, una video-compilation contenente i video promozionali di PRIDE, OVER, RUN☆RUN☆RUN e Days e versioni alternative degli stessi.
Nell'aprile 2006 la band pubblicò il suo secondo album, Gō on Progressive, anticipato dai singoli STYLE 〜get glory in this hand〜 e Ichirin no Hana (一輪の花?) (pubblicato nel gennaio 2006); l'album vendette meno copie del precedente, ma rimase nella classifica Oricon più a lungo e riuscì a guadagnarsi una posizione di maggiore rilievo rispetto al loro primo album. Ichirin no Hana venne utilizzata come terza opening per l'anime Bleach. Questo è stato il primo e unico singolo a raggiungere la top 5 della classifica Oricon dal loro debutto con PRIDE. Nella primavera dello stesso anno tennero il loro primo concerto americano al Shiokazecon, una convention anime a Houston (Texas), il 28 aprile.
La band sostenne poi un tour su larga scala in tutto il Giappone, suonando in 65 rinomati locali nel corso dei cinque mesi successivi. Nel mese di agosto venne pubblicato il loro ottavo singolo, DIVE into YOURSELF, che venne successivamente usato come opening per il videogioco Sengoku Basara II. Per un certo periodo questo singolo è stato il loro secondo più grande insuccesso in termini di vendita, ottenne anche il risultato peggiore nella classifica Oricon, riuscendo a raggiungere solo il 24º posto nelle classifiche settimanali. Il loro ottavo singolo Enrai 〜Tooku ni Aru Akari〜 (遠雷 ～遠くにある明かり～?) venne pubblicato il 25 ottobre e usato come sigla finale per il lungometraggio animato Mobile Suit Gundam SEED Destiny: Special Edition; il singolo raggiunse la 12ª posizione nella classifica Oricon.
Poco tempo dopo il brano energy,  lato B del singolo STYLE 〜get glory in this hand〜, venne inserita in un album tributo al film Death Note - Il film - L'ultimo nome.

### 2007
Il 27 gennaio 2007 venne pubblicato il film Anata wo Wasurenai (あなたを忘れない?), che rappresentò il debutto di Mākii come attrice. All'uscita, il film raggiunse la 10ª posizione nella lista dei film più visti nel paese. Per il film (in cui Mākii interpreta la protagonista) la band compose le canzoni Tadoritsuku Basho (辿り着く場所?), tema portante del film, e Oxalis (オキザリス?). Le due canzoni vennero pubblicate come un doppio A-side nel singolo Tadoritsuku Basho/Oxalis (辿り着く場所／オキザリス?), pubblicato il 24 gennaio. Lo stesso giorno uscì la colonna sonora del film, dal medesimo titolo, in cui compaiono le "movie versions" di entrambi i brani.
Inoltre, un'altra loro canzone, Resistance, venne inserita nella colonna sonora del videogioco Bleach: Dark Souls, pubblicato il 15 febbraio.
Il 4 febbraio nel sito ufficiale degli High and Mighty Color vennero inserite diverse anteprime, di 30 secondi l'una, delle canzoni del terzo album della band, San (参?), che venne pubblicato il 21 febbraio. L'album contiene 15 brani, con 10 inediti. L'album si classificò al 10º posto nella classifica Oricon giornaliera al primo giorno di uscita, e al 16° in quella settimanale.
La band tenne inoltre il suo secondo concerto negli Stati Uniti a Rosemont (Illinois) l'11-13 maggio all'Anime Central, una famosa convention dedicata a anime e manga. Il concerto venne aperto dagli Spiral Spiders.
Il decimo singolo dalla band, Dreams, venne pubblicato il 1º agosto 2007. La title track venne utilizzata come seconda ending per l'anime Darker than Black. Nel corso della sua prima settimana, il singolo entrò nella classifica Oricon al 24º posto.
Il 12 dicembre 2007 venne pubblicato l'undicesimo singolo, Amazing, il primo ad anticipare il quarto full-length, Rock Pit.
Nell'autunno la band contribuì al Luna Sea Memorial Cover Album, una raccolta di cover dei Luna Sea, eseguendo il brano Rosier. L'album è stato pubblicato il 19 dicembre 2007.
Il 26 dicembre 2007 venne pubblicata la raccolta 10 Color Singles, già annunciata il 4 novembre; l'album contiene i primi 10 singoli della band e una bonus track dal titolo Ichirin no Hana (Studio Live Version) ("一輪の花" Studio Live Ver.?). Un'edizione speciale dell'album comprende anche un DVD con i video musicali di tutte le tracce, anche per quelle per cui originariamente non ne venne girato uno (Style, Dreams, "Here I Am", Mushroom).

### 2008
Il tredicesimo singolo, Flashback/Komorebi no Uta (フラッシュバック／木漏レビノ歌?),  è stato pubblicato il 27 febbraio 2008. Si tratta del secondo doppio A-side della band, e fu utilizzato in promozione con la serie anime Hero Tales (della quale costituisce la sigla di apertura e di chiusura).
Il loro quarto album, Rock Pit, venne pubblicato il 19 marzo, e divenne il loro album di maggiore insuccesso in termini di vendite.
La band avviò il tour Live Bee Loud il 17 marzo 2008, con la prima tappa al il famoso Club Quattro in Giappone. Il tour proseguì in altri 13 famosi locali lungo tutto il paese, con tappa finale la loro città natale Okinawa. Il quattordicesimo singolo, pubblicato il 25 giugno 2008, è una reinterpretazione di uno dei primi singoli dell'idol T.M.Revolution, HOT LIMIT. In occasione di questa pubblicazione, la Sony Music Entertainment produsse uno spot pubblicitario per la promozione del singolo, come era precedentemente accaduto per DIVE into YOURSELF. Il singolo si classificò alla posizione numero 20 della classifica Oricon settimanale per tutta la prima settimana dalla sua uscita.
Il 1º luglio 2008 venne resa pubblica la notizia del matrimonio di Mākii con Masato Nakamura, cantante dei Dreams Come True, avvenuto il 22 giugno; venne anche annunciato il desiderio della cantante di lasciare la band alla fine dell'anno. Nel suo messaggio di addio, Mākii ringraziò i suoi compagni di band e tutti i loro fan per aver sostenuto la band e lei per così tanto tempo. Un evento speciale previsto per la laurea di Mākii permise la realizzazione di un ultimo singolo prima che lasciasse la band: Remember venne pubblicato il 15 ottobre 2008.
Il 26 novembre 2008 venne pubblicata la raccolta BEEEEEEST, contenente i 15 brani più famosi della band. Un'edizione speciale dell'album comprende anche un DVD con i video musicali di Amazing, Flashback, Hot Limit e Remember, l'ultimo dei quali non era mai stato trasmesso; il DVD contiene anche il concerto tenuto all'Akasaka Blitz di Okinawa, ultima tappa del Live Bee Loud tour e ultimo concerto della band con Mākii.

### 2009
Il 1º gennaio 2009 la band cambiò etichetta, passando da Sony Music Entertainment a Spice Records. Spice Records è uno studio con base a Okinawa, che possedeva diritti di minore entità sul gruppo anche mentre era sotto contratto con SME. Nel passaggio persero Mai Hoshimura, il cui contratto con Sony non era ancora scaduto. Il DVD LIVE BEE LOUD 〜THANKS GIVING〜, prima pubblicazione live della band, venne pubblicato il 28 gennaio e raggiunse l'undicesimo posto sul settimanale Oricon DVD, raggiungendo il 9° nella classifica giornaliera. Il 9 febbraio 2009 la band annunciò l'ingresso della cantante HALCA in sostituzione di Mākii.
Le prime produzioni della nuova formazione furono i singoli XYZ e good bye, pubblicati su iTunes sia in Giappone che in Australia rispettivamente l'8 luglio e il 9 agosto 2009.
Usando i due singoli come rampa di lancio, la band pubblicò il suo quinto album, swamp man, il 2 settembre 2009; l'album si posizionò al 25º posto nella classifica Oricon lo stesso giorno della sua uscita.
Dopo l'uscita di swamp man, gli High and Mighty Color pubblicarono il singolo RED, omaggio al popolare manga omonimo di Kenichi Muraeda. Il brano venne pubblicato digitalmente in Giappone il 9 dicembre 2009 e ripubblicato il 23 dicembre 2009 su iTunes Japan e Japan Files.

### Scioglimento e nuovi progetti (2010-presente)
Il 13 marzo 2010 la band tenne un concerto allo Shibuya Club Quattro di Tokyo, dalla cui registrazione venne ricavato l'album night light parade vol. 1.1 〜one of the new beginning〜.
Il 19 maggio una nuova dichiarazione affermò che l'11 agosto gli High and Mighty Color avrebbero pubblicato un nuovo singolo, Re:ache, e che sarebbe stato l'ultimo. Parlando del motivo della rottura, i membri della band citano "differenze musicali" e "opportunità future". L'ultimo singolo Re:ache contiene tre nuovi brani, per quattro canzoni in totale, il quarto è una versione live di RED. Il singolo è accompagnato da un DVD contenente i video di good Bye e Re:ache, oltre alle registrazioni live del loro concerto americano tenutosi a Seattle (Washington) al Sakura-Con, una convention anime, nei giorni 2-4 aprile 2010. La band viene dichiarata ufficialmente sciolta dopo l'uscita del singolo.
I suoi componenti intrapresero strade diverse:
- MEG si è unito ai 2side1BRAIN, con cui ha pubblicato gli album Pray for you, Wake Up My Emerald e l'omonimo singolo.
- SASSY è entrato negli LM.C, e ha formato una nuova band chiamata ANEMONE is HERE.
- Mackaz già dal 2009 faceva parte degli LM.C.
- HALCA fonderà i SYN, band con cui comparirà dal vivo per la prima volta l'8 febbraio 2011 e con cui ha pubblicato un EP a settembre.
- Yūsuke fonderà nel 2012 una nuova band, i SUN OF A STARVE, con cui ha pubblicato l'EP STARVE a febbraio.
- Mai Hoshimura proseguì la carriera solista iniziata prima del suo ingresso negli HaMC.
- Mākii, dopo diversi anni di inattività, ha intrapreso una carriera solista nel novembre 2013.
- Kazuto si ritirerà definitivamente dalla scena musicale.

Il gruppo si riunì solo una volta il 16 settembre 2010 per l'esecuzione di Oxalis, sebbene degli ex-HaMC parteciparono solo Yūsuke, HALCA e Kazuto.
Il 15 dicembre venne pubblicato BleCon 〜Bleach Concept Covers〜 (ブリコン 〜BLEACH CONCEPT COVERS〜?), una compilation di cover cantate dai doppiatori dei personaggi dell'anime Bleach e musicata da alcuni ex-HaMC (MEG, Mackaz, SASSY e Mai Hoshimura). Nell'album è presente anche Ichirin no Hana, cantata da Shō Hayami e Kumi Sakuma (interpreti di Sōsuke Aizen e Momo Hinamori), alla cui registrazione partecipò anche Yūsuke. L'anno successivo, il 15 dicembre 2011, venne pubblicata una seconda compilation, BleCon 〜Bleach Concept Covers〜 2 (ブリコン 〜BLEACH CONCEPT COVERS〜 2?), sempre musicata da Hoshimura, MEG, mACKAz e SASSY.
Il 23 agosto 2017 tre ex-membri degli HaMC (Mākii, mACKAz e SASSY) si riunirono per formare una nuova band, i DracoVirgo.

## Formazione

### Ultima
- HALCA – voce (2009-2010)
- Yūsuke (ユウスケ?) – rapping, voce, scream, growl (2003-2010)
- Kazuto (カズト?) – chitarra solista e ritmica, cori (2003-2010)
- MEG – chitarra ritmica e solista, cori (2001-2010), tastiere (2009-2010, solo in studio)
- mACKAz – basso (2003-2010)
- SASSY – batteria, programmazione (2001-2010)

### Altri componenti
- Mākii (マーキー?) – voce (2004-2008)
- Mai Hoshimura (星村 麻衣?) – pianoforte, tastiere (2004-2008) (membro esterno)

Timeline della formazione

## Discografia

### Album in studio
- G∞VER (2005)
- Gō on Progressive (2006)
- San (2007)
- Rock Pit (2008)
- Swamp Man (2009)

### Demo
- Decide (2003)

### Raccolte
- 10 Color Singles (2007)
- BEEEEEEST (2008)

### DVD
- VIDEO G∞VER (2006)
- LIVE BEE LOUD 〜THANKS GIVING〜 (2009)
- night light parade vol. 1.1 〜one of the new beginning〜 (2010)

### Singoli
- OVER (2004)
- PRIDE (2005)
- PRIDE Remix (2005)
- RUN☆RUN☆RUN (2005)
- Days (2005)
- STYLE 〜get glory in this hand〜 (2005)
- Ichirin no Hana (2006)
- DIVE into YOURSELF (2006)
- Enrai 〜Tooku ni Aru Akari〜 (2006)
- Tadoritsuku Basho/Oxalis (2007)
- Dreams (2007)
- Amazing (2007)
- Flashback/Komorebi no Uta (2008)
- HOT LIMIT (2008)
- Remember (2008)
- XYZ  (2009)
- good bye (2009)
- RED (2009)
- Re:ache (2010)

### Altre apparizioni
- AA.VV. – Okinawa 2003 (2003)
- AA.VV. – Mobile Suit Gundam SEED Destiny Complete Best (2005)
- AA.VV. – Hit Style (2006)
- AA.VV. – The Japan Gold Disc Award 2006 (2006)
- AA.VV. – Bleach The Best (2006)
- AA.VV. – The songs for Death Note the movie ~the Last name Tribute~ (2006)
- AA.VV. – Anata wo Wasurenai - Original Soundtrack (2007)
- AA.VV. – Tokyo Rock City (2007)
- AA.VV. – LUNA SEA MEMORIAL COVER ALBUM -Re:birth- (2007)
- AA.VV. – Shukatsu!! (2008)
- AA.VV. – 39 Anime x Music Collaboration '02–'07 (2008)